# Mexy
Mexy település Franciaországban, Meurthe-et-Moselle megyében. Lakosainak száma 2303 fő (2022. január 1.). Mexy Chenières, Haucourt-Moulaine, Herserange, Longwy és Réhon községekkel határos.

## Népesség
A település népességének változása:
| Lakosok száma | 1716 | 2226 | 1959 | 2163 | 2242 | 2254 | 2283 | 2278 | 2265 | 2303 |
|               | 1968 | 1982 | 1990 | 2006 | 2013 | 2015 | 2017 | 2019 | 2020 | 2022 |